# 伊江村立伊江中学校
伊江村立伊江中学校（いえそんりつ いえちゅうがっこう）は、沖縄県国頭郡伊江村字西江前にある公立中学校である。
敷地内には太平洋戦争中、伊江守備隊が使用した学校高地が残されている。

## 沿革
- 1948年4月 - 伊江中等学校創立
- 1954年4月 - 伊江村立伊江中学校に改称
- 2000年2月 - 創立50周年記念式典挙行

## 校区
- 伊江村立伊江小学校と伊江村立西小学校の両校区